# MS Żerań
MS Żerań – jeden z rorowców typu B488/1 zbudowanych w stoczni Gdyńskiej im. Komuny Paryskiej w 1987 roku.

## Historia
Był pierwszym z serii pięciu zamówionych przez Polskie Linie Oceaniczne rorowców, przeznaczonych do obsługi linii śródziemnomorskiej. Następne w kolejności były: Tychy, Dębica, Chodzież i Włocławek zbudowane do końca 1989 roku. Głównymi projektantami byli inżynierowie W. Żychski i B. Smoliński. Na matkę chrzestną statku została wybrana Irena Stefanicka - pracownik Fabryki Samochodów Osobowych na Żeraniu.
W pierwszy rejs wypłynął do portów brytyjskich pod dowództwem kapitana Krzysztofa Burtowego. Na redzie w Limasso, w grudniu 1990 roku, został uszkodzony w zderzeniu z panamskim statkiem PRIME VENTURE. W styczniu 1991 roku został wyczarterowany przez armię amerykańską, w celu przewiezienia części oddziałów szykujących się do operacji „Pustynna Burza”. W lipcu 1996 roku został sprzedany spółce POL-Levant. W roku 2000 dokonano uproszczenia nazwy zapisując ją jako ZERAN.